# サテライト薩摩川内
サテライト薩摩川内（サテライトさつませんだい）は、鹿児島県薩摩川内市永利町にある競輪場外車券売場である。
本項では併設されているオートレース場外車券売場のオートレース薩摩川内（オートレースさつませんだい）についても記述する。

## 沿革
2011年（平成23年）12月22日、九州みぞべ興産によって『サテライト薩摩川内』として設立される。
2016年（平成28年）4月16日には、場内の一部を改装して『オートレース薩摩川内』をオープンさせている。

## 発売スケジュール
サテライトとしては、全ての特別競輪・記念競輪、一部の場のナイター競輪を含む最大1日4場発売し、オートレースは飯塚オートレース場を中心としてナイターを含む最大1日2場発売する。

## 施設
- 延床面積722.99平方メートル
- 鉄骨造平屋建て
- 収容人数280人
  - 一般席106
  - 身障者用席1
  - 特別観覧席16

## アクセス
鹿児島県道42号（空港道路）沿いに所在する。
- 川内駅より車で東に7分。
- 南九州西回り自動車道薩摩川内都インターチェンジより車で北東に15分。